# Joint Special Operations Command
O Joint Special Operations Command (em português Comando Conjunto de Operações Especiais), (JSOC), é um comando componente conjunto do Special Operations Command (Comando de Operações Especiais) (USSOCOM) e é encarregado de estudar requisitos e técnicas de operações especiais para garantir a interoperabilidade e padronização de equipamentos; e para executar missões de operações especiais em todo o mundo. Foi criado em 1980 por recomendação do Coronel Charlie Beckwith, após o fracasso da Operação Eagle Claw. Está sediada em Pope Field (Fort Liberty, Carolina do Norte).

## Visão geral
O JSOC é o "quartel-general conjunto projetado para estudar requisitos e técnicas de operações especiais; garantir a interoperabilidade e padronização de equipamentos; planejar e conduzir exercícios e treinamento conjuntos de operações especiais; desenvolver táticas conjuntas de operações especiais".
Para esta tarefa, a Joint Communications Unit tem a tarefa de garantir a compatibilidade dos sistemas de comunicações e dos procedimentos operacionais padrão das diferentes unidades de operações especiais.

### Unidades de Missões Especiais
O Joint Special Operations Command também supervisiona as Unidades de Missões Especiais do Special Operations Command dos Estados Unidos. Estas são unidades de elite das forças de operações especiais que realizam atividades altamente secretas. Até agora, as quatro unidades JSOC a seguir são conhecidas, cada uma com um código de cores interno da força-tarefa:
- Task Force Green: 1st Special Forces Operational Detachment-Delta (1º SFOD-D), comumente conhecido como Delta Force;[19][20]
- Task Force Blue: Naval Special Warfare Development Group (DEVGRU), comumente conhecido como SEAL Team Six;[1][21]
- Task Force White: 24th Special Tactics Squadron (24 STS);[22][23]
- Task Force Orange: Intelligence Support Activity (ISA), também conhecido como The Activity e vários outros apelidos e codinomes de programas de acesso especial;[24][25][26]
- Task Force Red: 75th Ranger Regiment, comumente conhecido como Army Rangers;[27][28]
- Task Force Brown: 160th Special Operations Aviation Regiment, controlada pelo JSOC quando implantada como parte das Task Forces do JSOC.[29][30][31]

O papel principal da Intelligence Support Activity é como uma unidade de missão especial de reconhecimento profundo e coleta de inteligência, em apoio ao DEVGRU e à Delta Force. A Delta Force e o DEVGRU são as principais unidades militares de combate ao terrorismo, eliminando alvos de alto valor e realizando resgates de reféns são suas funções principais, juntamente com reconhecimento especial e missões de ação direta. O 24th Special Tactics Squadron atribui pessoal como facilitadores para essas duas unidades, como Combat Controllers para fornecer controle de tráfego aéreo e apoio de fogo, Pararescuemen para fornecer medicina de combate e busca e resgate de combate, e especialistas do Tactical Air Control Party para coordenar o apoio aéreo aproximado. A Joint Communications Unit fornece recursos de comunicação. Unidades do 75th Ranger Regiment do Exército dos Estados Unidos e do 160th Special Operations Aviation Regiment (Task Force Brown) são controladas pelo JSOC quando implantadas como parte das Task Forces do JSOC, como a Task Force 121 e Task Force 145.
O JSOC tem um relacionamento operacional com o Special Activities Center (SAC) da CIA. O Special Operations Group (SOG) do SAC frequentemente recruta pessoal Tier One do JSOC Special Mission Unit.

### Operações de Força Avançadas
Operações de Força Avançadas (Advanced Force Operations) (AFO) é um termo usado pelo Departamento de Defesa dos Estados Unidos para descrever uma força-tarefa que engloba pessoal da Delta Force, SEAL Team Six e da Regimental Reconnaissance Company. Muitos locais terão uma mistura de operadores de uma destas três unidades trabalhando juntos como uma pequena equipe interoperável. Embora seja principalmente um termo usado em muitos casos para descrever um subconjunto específico de operadores da Delta Force, o termo "AFO" também foi mais tarde conhecido como usado para descrever elementos mistos de Special Mission Unit realizando operações reconhecimento de longo alcance/interdição de alvos de longo alcance, etc. De acordo com o General Michael Repass, que o conduziu na Guerra do Iraque e estava muito familiarizado com o seu uso no Afeganistão, “o AFO consiste em operações militares aprovadas pelo Secretário de Defesa dos Estados Unidos, tais como operações clandestinas. Faz logicamente parte da Operational Preparation of the Battlespace (OPB), que segue a Intelligence Preparation of the Battlespace, um conceito bem conhecido na doutrina dos EUA e da Organização do Tratado do Atlântico Norte (OTAN), OPB raramente é usado fora dos canais SOF. O OPB é definido pelo USSOCOM como "atividades de não inteligência conduzidas antes do Dia D, Hora H, em áreas de emprego prováveis ou potenciais, para treinar e preparar para operações militares subsequentes".
Na Guerra do Iraque, o General Repass, que primeiro comandou o 10th Special Forces Group, assumiu o controle de uma Força-Tarefa Conjunta de Guerra não convencional, que usou o 5th e 10th Groups para conduzir a AFO. As unidades AFO estiveram fortemente envolvidas na Operação Anaconda e na Operação Viking Hammer.

## Suporte de segurança
O JSOC forneceu apoio às agências nacionais de aplicação da lei durante eventos de alto perfil ou de alto risco, como os Jogos Olímpicos, a Copa do Mundo, convenções de partidos políticos e inaugurações presidenciais. Embora o uso de militares para fins de aplicação da lei local nos EUA seja geralmente proibido pela Lei Posse Comitatus, o Título 10 do Código dos Estados Unidos permite expressamente que o Secretário de Defesa disponibilize pessoal militar para treinar o público civil federal, estadual e local, funcionários de segurança na operação e manutenção de equipamentos; e fornecer a esses funcionários aconselhamento especializado. Além disso, advogados civis e militares disseram que disposições em vários estatutos federais, incluindo a Fiscal Year 2000 Defense Department Authorization Act, Public Law 106-65, permitem que o Secretário de Defesa autorize forças militares a apoiar agências civis, incluindo o FBI, no caso de uma emergência nacional, especialmente qualquer que envolva armas nucleares, químicas ou biológicas.
Em janeiro de 2005, um pequeno grupo de comandos foi destacado para apoiar a segurança na tomada de posse presidencial. Eles teriam sido implantados no âmbito de um programa secreto de contraterrorismo chamado Power Geyser. O The New York Times citou um alto oficial militar dizendo: "Eles trazem capacidades militares e técnicas únicas que muitas vezes estão centradas em possíveis eventos de Weapons of Mass Destruction".

## Histórico operacional

### OperaçãoEnduring Freedom– Afeganistão
O JSOC realizou ataques no Afeganistão. O número não é conhecido publicamente, mas estima-se que esteja na casa das centenas. Vários foram documentados no documentário Dirty Wars de 2013, de Jeremy Scahill e por outras reportagens. Num ataque em 2010 em Gardiz, as tropas do JSOC mataram um comandante da polícia treinado pelos EUA e outro homem, e três mulheres, duas das quais estavam grávidas, que foram ajudar os homens. O então comandante do JSOC, William H. McRaven, visitou a família afetada, ofereceu-lhes uma ovelha em restituição e pediu desculpas.

### OperaçãoIraqi Freedom
Em maio de 2003, elementos da Task Force 20 (TF 20) permaneceram no Iraque após a invasão e passaram a caçar antigos insurgentes baathistas de alto valor sob o comando direto do JSOC. Em julho de 2003, a Task Force 5 (anteriormente Task Force 11) e a Task Force 20 foram fundidas para formar a Task Force 21, mais tarde renomeada como Task Force 121.
Em 11 de janeiro de 2007, o Presidente George W. Bush comprometeu-se num importante discurso a "procurar e destruir as redes que fornecem armamento avançado e treino aos nossos inimigos no Iraque".
Em algum momento de 2007, o JSOC começou a conduzir operações transfronteiriças no Irã a partir do sul do Iraque com a CIA. Estas operações incluíram a captura de membros do Al-Quds, o braço de comando da Guarda Revolucionária Iraniana, e o seu transporte para o Iraque para interrogatório, bem como a perseguição, captura ou morte de alvos de alto valor na guerra contra o terrorismo. A administração Bush alegadamente combinou as operações de inteligência e a ação secreta da CIA com operações militares clandestinas do JSOC, para que o Congresso dos Estados Unidos pudesse ver apenas parcialmente como o dinheiro era gasto.

### Operações no Paquistão
De acordo com o The Washington Post, o comandante do JSOC, Tenente-general Stanley McChrystal, operou em 2006 com base no entendimento com o Paquistão de que as unidades dos EUA não entrariam no Paquistão, exceto em circunstâncias extremas, e que o Paquistão negaria dar-lhes permissão se fossem expostas.
Esse cenário aconteceu em janeiro de 2006, tropas do JSOC entraram clandestinamente na aldeia de Saidgai, no Paquistão, para caçar Osama bin Laden. O Paquistão recusou a entrada.
De acordo com um relatório de novembro de 2009 no The Nation, o JSOC, em conjunto com a Blackwater/Xe, tinha um programa de drones, juntamente com operações de sequestro/captura/assassinato, baseado em Karachi e conduzido dentro e fora do Paquistão.
Em um vazamento de outubro de 2009 publicado no site WikiLeaks, telegramas de comunicação da embaixada dos EUA da Embaixadora dos EUA no Paquistão Anne W. Patterson, afirma que o Exército do Paquistão aprovou a incorporação das Forças de Operações Especiais dos EUA, incluindo elementos do JSOC, com os militares do Paquistão para fornecer apoio às operações no país. Isto vai além das alegações originais dos EUA de que o único papel das Forças Especiais era treinar os militares paquistaneses. O vazamento revelou ainda que elementos do JSOC estavam envolvidos na coleta e vigilância de inteligência e no uso da tecnologia drone UAV.
O JSOC é responsável pela coordenação da Operação Neptune Spear que matou Osama bin Laden em 1 de maio de 2011.

### OperaçãoEnduring Freedom– Chifre da África e insurgência da Al-Qaeda no Iêmen
O JSOC dirigiu um ataque aéreo em 30 de setembro de 2011 que matou Anwar al-Awlaki, um clérigo da Al-Qaeda e cidadão norte-americano iemenita. Após vários dias de vigilância de Awlaki pela CIA, drones armados decolaram de uma nova base americana secreta na Península Arábica, cruzaram o norte do Iêmen e dispararam uma barragem de mísseis Hellfire contra o veículo de al-Awlaki. Samir Khan, membro paquistanês-americano da Al-Qaeda e editor da revista jihadista Inspire, também teria morrido no ataque. O ataque combinado de drones CIA/JSOC foi o primeiro no Iêmen desde 2002 – houve outros pelas forças militares de Operações Especiais – e foi parte de um esforço da agência de espionagem para duplicar no Iêmen a guerra secreta que está ocorrendo no Afeganistão e Paquistão.
Em 28 de outubro de 2013, um ataque de drone do JSOC contra um veículo perto da cidade de Jilib, em Shabeellaha Hoose, matou dois altos membros somalis do Al-Shabaab. Evidências preliminares sugeriram que um deles era Ibrahim Ali (também conhecido como Anta), um especialista em explosivos conhecido por sua habilidade na construção e uso de bombas caseiras e coletes suicidas. A administração dos EUA tem-se mostrado relutante em utilizar ataques com drones na Somália. A relutância centrou-se em parte nas questões de saber se o Al-Shabaab – que não tentou levar a cabo um ataque em solo americano – poderia legalmente ser alvo de operações letais levadas a cabo pelos militares ou pela CIA. Em maio de 2013, a Casa Branca anunciou que realizaria operações de assassinato seletivo apenas contra aqueles que representassem uma "ameaça contínua e iminente ao povo americano". O ataque de 28 de outubro foi a primeira operação americana conhecida que resultou em mortes desde que essa política foi anunciada e é considerada uma prova por alguns observadores de que as opiniões mudaram em Washington, D.C. e que a administração Obama decidiu intensificar as operações contra o Al-Shabaab no rescaldo do o ataque do grupo ao shopping Westgate em Nairóbi, Quênia, ocorrido de 21 a 24 de setembro de 2013 e que deixou cerca de 70 pessoas mortas. De acordo com o The New York Times, o governo do Iémen proibiu as operações militares de drones após uma série de ataques mal sucedidos de drones por parte do JSOC, o último dos quais foi um ataque de drones em dezembro de 2013 que matou vários civis numa cerimônia de casamento. Apesar da proibição das operações militares com drones, o governo do Iémen permitiu que as operações com drones da CIA continuassem.

### OperaçãoInherent Resolve
Em 25 de março de 2016, as Forças de Operações Especiais na Síria mataram o comandante do Estado Islâmico do Iraque e do Levante (ISIL), Abu Ali al-Anbari.

#### OperaçãoKayla Mueller
Em 26 de outubro de 2019, a Delta Force do JSOC dos EUA conduziu um ataque à província de Idlib, na Síria, na fronteira com a Turquia, que resultou na morte de Ibrahim Awwad Ibrahim Ali al-Badri al-Samarrai, também conhecido como Abu Bakr al-Baghdadi. O ataque foi lançado com base na coleta de inteligência do Special Activities Center da CIA e no esforço de reconhecimento de alvo próximo que localizou o líder do ISIS. Lançados depois da meia-noite, horário local, os oito helicópteros que transportavam as equipes junto com aeronaves de apoio cruzaram centenas de quilômetros de espaço aéreo controlado pelo Iraque, Turquia e Rússia. Após a chegada, foram feitos esforços para que Baghdadi se rendesse, e esses esforços, sem sucesso, as forças dos EUA responderam abrindo um grande buraco na lateral do complexo. Depois de entrar, o complexo foi esvaziado, e as pessoas se renderam ou foram baleadas e mortas. O ataque de duas horas culminou com Baghdadi fugindo das forças dos EUA para um túnel sem saída e detonando um colete suicida, matando-se junto com três de seus filhos. A complexa operação foi conduzida durante a retirada das forças dos EUA no nordeste da Síria, aumentando a complexidade.

#### Morte de Abu Ibrahim al-Hashimi al-Qurashi
Em 3 de fevereiro de 2022, o presidente dos EUA, Joe Biden, anunciou que um ataque conduzido pelo JSOC na cidade de Atme, no noroeste da Síria, perto da fronteira com a Turquia, matou o segundo líder do ISIS, Abu Ibrahim al-Hashimi al-Qurashi. Depois que as forças dos EUA evacuaram 10 civis usando um tradutor árabe e um megafone, al-Qurashi detonou uma bomba que matou a si mesmo e a outras 12 pessoas, muitos dos quais eram membros de sua família. Após a explosão, os soldados norte-americanos entraram no complexo e trocaram tiros com os sobreviventes, incluindo um deputado de al-Qurashi, que foi baleado e morto pelas forças norte-americanas. O ataque durou quase duas horas e nenhuma força dos EUA foi morta.

## Lista de comandantes do JSOC
| Nº | Retrato | Classificação e Nome     | Início do mandato | Fim do mandato   | Ramo de Defesa                 |
| 1  |         | MG Richard Scholtes      | Dezembro de 1980  | Agosto de 1984   | Exército dos Estados Unidos    |
| 2  |         | MG Carl Stiner           | Agosto de 1984    | Janeiro de 1987  | Exército dos Estados Unidos    |
| 3  |         | MG Gary E. Luck          | Janeiro de 1987   | Dezembro de 1989 | Exército dos Estados Unidos    |
| 4  |         | MG Wayne A. Downing      | Dezembro de 1989  | Agosto de 1991   | Exército dos Estados Unidos    |
| 5  |         | MG William F. Garrison   | 1992              | Julho de 1994    | Exército dos Estados Unidos    |
| 6  |         | MG Peter Schoomaker      | Julho de 1994     | Agosto de 1996   | Exército dos Estados Unidos    |
| 7  |         | MG Michael A. Canavan    | Agosto de 1996    | Agosto de 1998   | Exército dos Estados Unidos    |
| 8  |         | MG Bryan D. Brown        | 1998              | 2000             | Exército dos Estados Unidos    |
| 9  |         | MG Dell L. Dailey        | 2001              | Março de 2003    | Exército dos Estados Unidos    |
| 10 |         | TG Stanley McChrystal    | Setembro de 2003  | Junho de 2008    | Exército dos Estados Unidos    |
| 11 |         | VA William H. McRaven    | Junho de 2008     | Junho de 2011    | Marinha dos Estados Unidos     |
| 12 |         | TG Joseph Votel          | Junho de 2011     | Julho de 2014    | Exército dos Estados Unidos    |
| 13 |         | TG Raymond A. Thomas III | Julho de 2014     | Março de 2016    | Exército dos Estados Unidos    |
| 14 |         | TG Austin S. Miller      | Março de 2016     | Setembro de 2018 | Exército dos Estados Unidos    |
| 15 |         | TG Scott A. Howell       | Setembro de 2018  | Julho de 2021    | Força Aérea dos Estados Unidos |
| 16 |         | TG Bryan P. Fenton       | Julho de 2021     | Agosto de 2022   | Exército dos Estados Unidos    |
| 17 |         | VA Frank M. Bradley      | Agosto de 2022    | Presente         | Marinha dos Estados Unidos     |
| -- | ------- | ------------------------ | ----------------- | ---------------- | ------------------------------ |